# Дочери удовольствий
«Дочери удовольствий» (англ. Daughters of Pleasure) — немой чёрно-белый фильм 1924 года выпуска, снятый режиссёром Уильямом Бодином. Считается утерянным.

## Сюжет
После того, как Марк Хедли неожиданно разбогател на нефти, он уходит от жены с намерением обзавестись спутницей помоложе. Вскоре его любовницей становится школьная подруга его дочери Марджори — молодая парижанка Лила Миллас. Марджори в свою очередь увлекается Кентом Меррилом, человеком сомнительных моральных принципов с точки зрения её отца. Марк приказывает дочери порвать с возлюбленным, но те всё равно продолжают встречаться.
Однажды Марджори застаёт отца в объятиях Лилы и в ответ принимает решение бежать с Меррилом. К Марку приходит запоздалое раскаяние. Он бросает Лилу, возвращается в семью и обнаруживает, что теперь жена собирается развестись с ним. Далее Меррил попадает в автомобильную аварию, и пережитый стресс помогает ему осознать, что он по-настоящему любит Марджори. Влюблённые женятся, и это событие способствует примирению родителей Марджори.

## В ролях
| Актёр         | Роль           |
| ------------- | -------------- |
| Мари Прево    | Марджори Хадли |
| Монти Блю     | Кент Меррил    |
| Клара Боу     | Лила Миллас    |
| Эдит Чепмен   | миссис Хадли   |
| Уилфред Лукас | Марк Хадли     |